# 医学博士
醫學博士可以指：
- 哲學博士（Doctor of Philosophy），醫學領域的研究型博士學位常見名稱之一。
  - 中華民國教育部表示，醫學系博士學位之授予，入學前具有醫學或牙醫學士學位者，授予醫學博士，餘均授予理學博士[1]。目前中華民國大學校院各系所的醫學博士英文名稱為 Doctor of Philosophy (PhD) 或 Doctor of Medical Science (DMS or DMSc)[1]。
- 醫學科學博士（Doctor of Medical Science），可分成臨床實務的專業型學位，和類似 Doctor of Philosophy 的研究型博士學位。在英國等國家，Doctor of Medical Science (MedScD or DMedSc) 可能是醫學領域優異貢獻者提供學術生涯論文申請的高等博士學位。
- 醫學士（Doctor of Medicine）。
  - 美國、加拿大等國家，Doctor of Medicine (MD) 是學士後才能修習的初級專業學位[2]，要成為執業醫生必須取得的學位。
  - 中華民國大學校院各系所中，Doctor of Medicine (MD) 是醫學學士學位的英文名稱[1]。教育部認定美國 Doctor of Medicine 學位等同醫學士學位[3]。
  - 英國等國家，傳統上 Doctor of Medicine 是高等博士學位，學位可由醫學領域優異貢獻者提供學術生涯的一系列論文申請審核獲得，或者就讀此學位撰寫論文獲得。現在一些學校將其獲得學位的兩個路徑分開成兩個學位，Doctor of Medical Science 是高等博士學位，一樣由審核學術生涯的論文獲得；原 Doctor of Medicine 則變成單純的研究型博士學位，學術地位等同 Doctor of Philosophy[4]，可縮寫成 DM、MD(Res)。